# Siegel von New York City

Siegel der Stadt New York

Das Siegel von New York City ist neben der Flagge von New York City das offizielle Symbol für die Repräsentation der Stadt und wird von der Regierung und allen Teilen der Stadtverwaltung auf Briefschaften, Publikationen und auf Gebäuden verwendet. Die private Verwendung des Siegels kann mit einer Buße oder Gefängnis bestraft werden.

## Entstehungsgeschichte

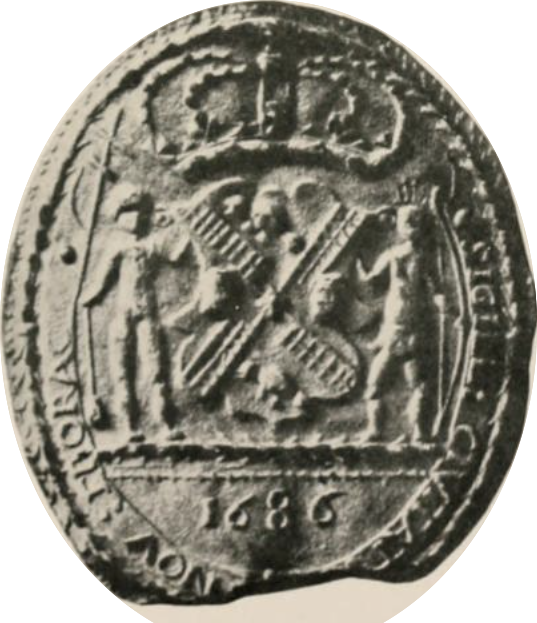
Siegel der Stadt New York von 1686

Die gegenwärtige Form des Siegels stammt von 1915, mit Ausnahme der Jahrzahl, die im Jahr 1977 von 1664 (Eroberung und Umbenennung der Stadt zu New York durch die Briten) auf 1625 (Gründung durch die Niederländer) geändert wurde. Die Erarbeitung des heute gültigen Siegels hat die Stadtregierung von New York 1914 in Auftrag gegeben, um das Durcheinander der kursierenden Siegel auf den 250. Geburtstag der Stadt auf eine einzige offizielle Form zu vereinheitlichen. Diese Arbeit wurde von der City Art Commission geleitet, die ihrerseits die New-York Historical Society mit der Durchsicht der kursierenden und archivierten Siegel beauftragte. Das daraus resultierende Design von 1915 orientierte sich stark am britischen Siegel von 1686.

## Beschreibung
Das Siegel trägt die Beschriftung SIGILLUM CIVITATIS NOVI EBORACI, was „Siegel der Stadt New York“ bedeutet. Eboracum war der römische Name für York, das zu Ehren des späteren Jakob II., der zum Zeitpunkt der Namensgebung Duke of York war, als Namenspate gewählt wurde. Civitas Novi Eboraci ist folglich der latinisierte Name der Stadt New York. Die Beschriftung und ihre Anordnung folgt der europäischen Tradition hochmittelalterlicher Siegel von Städten und Adelsgeschlechtern, wenn auch im unüblichen Gegenuhrzeigersinn.
Auf dem Wappenschild sind vier Flügel einer Windmühle abgebildet, um an die niederländische Geschichte der Stadt als Nieuw Amsterdam und ihre Windmühlen zu erinnern. Die schragenweise Anordnung der Flügel orientierte sich sehr wahrscheinlich an der Flagge Amsterdams. Die Biber und Mehlfässer kennzeichnen die frühen Handelswaren der Stadt, Biberfelle und Mehl, wobei der Biber bereits auf dem Siegel von Nieuw Nederland verwendet wurde, dessen Hauptstadt Nieuw Amsterdam war. Die Mehlfässer und die Windmühle stehen auch für den enormen Reichtum, den der Bolting Act von 1674 für die Stadt erzeugte. Das Gesetz gab der Stadt ein exklusives Monopol auf Mühlen und Mehlexport.
Die beiden Schildhalter repräsentieren die Einheit zwischen den indianischen Ureinwohnern Amerikas und den Kolonisten. Der Kolonist links vom Schild ist ein Seemann und hält ein Senkblei in seiner rechten Hand. Über seiner rechten Schulter ist ein Jakobsstab abgebildet. Rechts vom Schild ist ein Mitglied des Indianerstammes Lenni Lenape abgebildet, die auf der Insel Manhattan und in ihrer Umgebung ansässig waren. In seiner linken Hand hält er einen Bogen. Der Schild und die Schildhalter stehen auf einem horizontalen Lorbeerzweig.
Als Helmkleinod ist über dem Siegel ein Weißkopfseeadler abgebildet, der mit ausgebreiteten Flügeln auf einer Hemisphäre steht. Er wurde nach der Amerikanischen Unabhängigkeit hinzugefügt und ersetzte die britische Krone der älteren Siegel als Hoheitszeichen. Am unteren Rand ist mit 1625 das Gründungsjahr der Stadt angegeben. Ein Lorbeerkranz umfasst das Siegel nahezu rundherum.